# Халастелек
Халастелек (мађ. Halásztelek) град је у Мађарској у жупанији Пешта.

## Становништво
По процени из 2017. у граду је живело 10.131 становника.
| 1990. | 2001. | 2011. | 2017.  |
| ----- | ----- | ----- | ------ |
| 6.207 | 7.061 | 9.200 | 10.131 |